# Leptogenys excellens
Leptogenys excellens é uma espécie de formiga do gênero Leptogenys, pertencente à subfamília Ponerinae.